# Arayahalvön

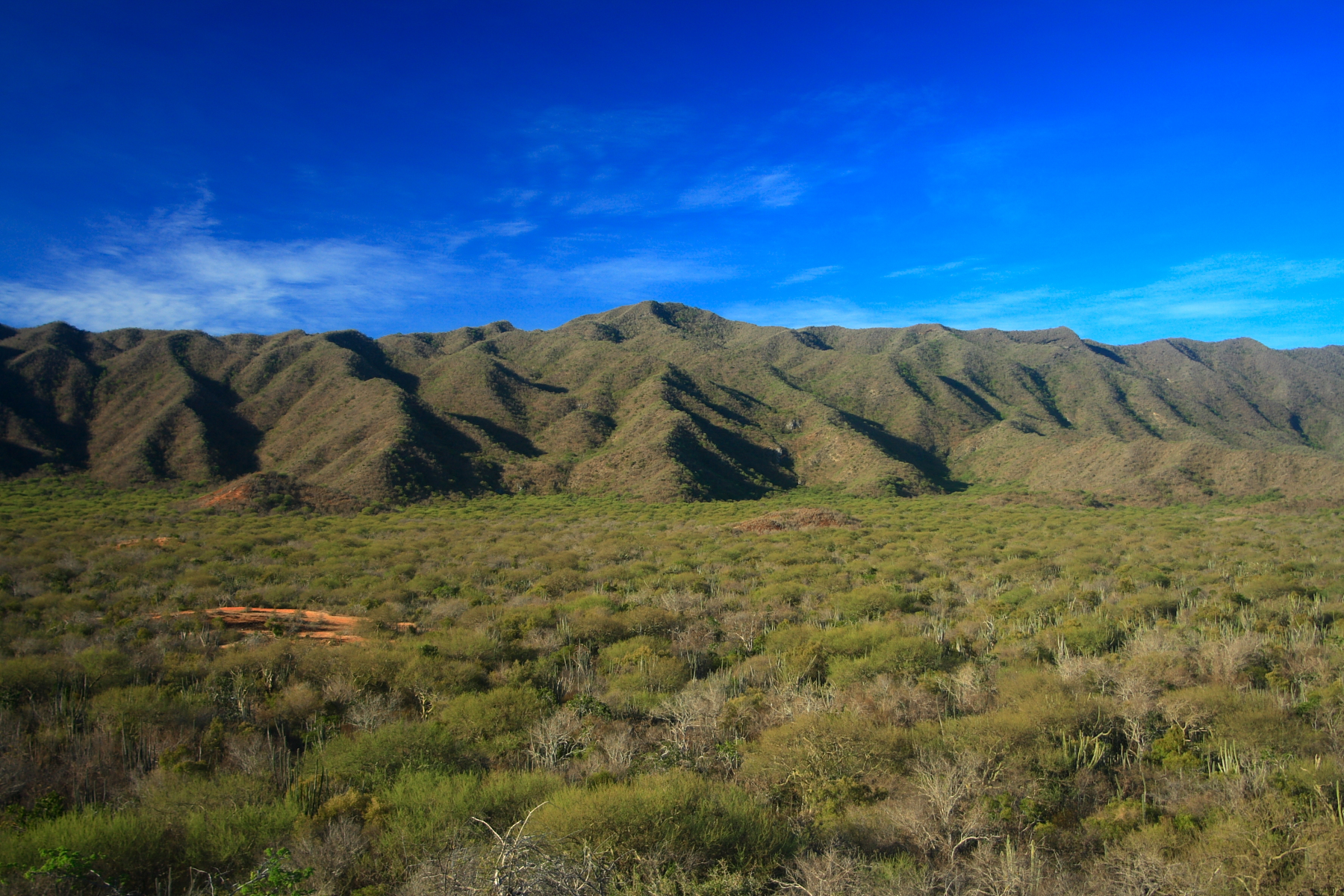
Den högsta höjden på halvön.

Arayahalvön är en halvö i delstaten Sucre (delstat) i nordöstra Venezuela. Orten Araya ligger på dess västligaste ände. Det är miljön för den prisbelönta dokumentärfilmen Araya (1959).